# Первый интеграл
Пе́рвый интегра́л системы обыкновенных дифференциальных уравнений
{\displaystyle \left\{{\begin{matrix}{x_{1}}'&=&a_{1}(x)\\\dots &&\\{x_{n}}'&=&a_{n}(x)\end{matrix}}\right.,\quad x\in U}
— дифференцируемая функция {\displaystyle f:U\to \mathbb {R} }, {\displaystyle U\subseteq \mathbb {R} ^{n}}, такая, что
её производная по направлению векторного поля {\displaystyle A(x)=(a_{1}(x),\ldots ,a_{n}(x))}
{\displaystyle L_{A}f=a_{1}(x){\frac {\partial f}{\partial x_{1}}}+\dots +a_{n}(x){\frac {\partial f}{\partial x_{n}}}=0}
для всех {\displaystyle x} из области {\displaystyle U}.
Другими словами, функция {\displaystyle f} постоянна на любом решении системы, содержащемся в области {\displaystyle U}.
Первые интегралы используются при изучении автономных систем дифференциальных уравнений и решении дифференциальных уравнений в частных производных.
Пусть {\displaystyle U} — область в {\displaystyle \mathbb {R} ^{n}}, {\displaystyle A(x)=(a_{1}(x),\ldots ,a_{n}(x))} — дифференцируемое векторное поле в {\displaystyle U}, {\displaystyle x_{0}\in U}, {\displaystyle A(x_{0})\neq 0}. Тогда существует такая окрестность точки {\displaystyle x_{0}}, что система дифференциальных уравнений
{\displaystyle \left\{{\begin{matrix}{x_{1}}'&=&a_{1}(x)\\\dots &&\\{x_{n}}'&=&a_{n}(x)\end{matrix}}\right.}
имеет в этой окрестности ровно {\displaystyle n-1} функционально независимых первых интегралов.

## Примеры
Для уравнения {\displaystyle x''+V(x)=0} относительно функции {\displaystyle x(t)}  первым интегралом является функция {\displaystyle E={\frac {1}{2}}x'^{2}+\int \limits _{x_{0}}^{x}V(z)dz} (полная энергия в физических приложениях).